# Batman: Year One
"Year One", posteriormente referido como "Batman: Year One"(ou no português como Batman: Ano Um), é um arco de história em quadrinhos americanos escrito por Frank Miller, ilustrado por David Mazzucchelli, colorido por Richmond Lewis e com letras de Todd Klein. Apareceu originalmente nas edições 404 a 407 da série Batman, da DC Comics, em 1987.
A história foi publicada em diversas reimpressões: uma em capa dura, diversas em edições encadernadas (uma no papel tradicional de quadrinhos, com uma coloração simples, e uma versão de luxo com um detalhamento mais rico nas cores - ambas coloridas por Richmond Lewis) e foi incluída na edição de capa dura do Complete Frank Miller Batman. Também existe uma adaptação para o cinema em animação.
Em 1990, a edição brasileira da revista (publicada em 1989 pela editora Abril) ganhou o Troféu HQ Mix de "melhor edição especial estrangeira"

## Sinopse
O ainda tenente, James Gordon foi transferido para a polícia de Gotham City, com sua esposa, Bárbara, que está grávida do primeiro filho de Gordon. Ao chegar no distrito policial, Gordon se depara com corrupção e esquemas armados, tendo um grande desafio pela frente com o ,então, Comissário Loeb.
Juntamente com a chegada de Gordon, há a chegada de Bruce Wayne, que estava em uma viagem de conhecimento e treino corpóreo, após presenciar a morte de seus pais.
Começa aí, a batalha de Wayne contra as famílias mafiosas e bandidinhos de rua de Gotham, sem contar a polícia, que nos primórdios de Batman, atacam o morcego freneticamente.

## Republicação em português

### Brasil

#### Editora Abril
No Brasil, as histórias originais do arco Year One (Batman (1940) n.º 404–407) foram republicadas em língua portuguesa pela primeira vez pela editora Abril (selo Abril Jovem) entre setembro e outubro de 1987. As histórias foram publicadas pela Abril — formatinho, colorido, lombada com grampos — nos quatro primeiros números da 2.ª série da revista Batman. Mais tarde, a mesma editora, lançou em dezembro de 1989 uma edição especial — formato americano, colorido, lombada quadrada e capa comum — chamada Batman – Ano Um, compilando as histórias originais de Batman (1940) #404–407.[carece de fontes?] Uma segunda edição da especial Batman – Ano Um foi publicada em abril de 2002.

#### Editora Panini
A editora Panini também republicou Batman (1940) #404–407 no Brasil. Primeiro como parte da série Grandes Clássicos DC (volume 3 da série), Batman Ano Um – Edição Definitiva foi publicada em julho de 2005. Em agosto de 2011, ela lançou o arco no encadernado de capa dura, Batman – Ano Um. Uma segunda edição do encadernado Batman – Ano Um saiu em outubro de 2014. E uma terceira edição foi lançada em dezembro de 2016.[carece de fontes?]

## Em outros meios

### Televisão
Em Gotham, parte da quarta temporada da série será inspirada em Batman: Year One.

### Cinema
- Em 2000, a Warner Bros. convidou Darren Aronofsky para escrever e dirigir um reboot da franquia de filmes do Batman.[6] O reboot deveria ser baseado em Batman: Year One. No entanto, mesmo com colaboração de Frank Miller, o roteiro passou a afastar-se do argumento original, pois mantinha a maioria dos temas e elementos da graphic novel, mas evitava convenções que eram parte intrínseca do personagem.[7] O projeto foi abandonado pelo estúdio e tanto Aronofsky como Miller passaram para outros projetos.[8][9]
- Em 2005, Christopher Nolan começou a sua trilogia do Homem-Morcego através do filme Batman Begins, inspirado em Batman: Year One e outras histórias. Batman Begins de Christopher Nolan e sua sequência The Dark Knight, além da estrutura narrativa, adotam vários elementos da graphic novel. Os principais personagens da HQ como o Comissário Loeb, Detetive Flass e Carmine 'Roman' Falcone são amplamente mostrados em Batman Begins. O crítico de cinema Michael Dodd comparou Mask of the Phantasm ("A Máscara do Fantasma") com Batman Begins e ainda observou que "...[A Máscara do] Fantasma foi uma história do Batman com elementos do Year One, enquanto Batman Begins era um história da Year One com elementos adicionais".[10]
- Em 2011, uma adaptação para cinema foi lançada como parte do DC Universe Animated Original Movie. Produzido por Bruce Timm, co-dirigido por Lauren Montgomery e Sam Liu.[11] Dublagens originais de Benjamin McKenzie como Bruce Wayne/Batman, Bryan Cranston como James Gordon, Eliza Dushku como Selina Kyle/Mulher-Gato, Katee Sackhoff como Sarah Essen, Grey DeLisle como Barbara Gordon, Jon Polito como Comissário Loeb, Alex Rocco como Carmine 'Roman' Falcone e Jeff Bennett como Alfred Pennyworth.[12] O filme teve premiere na Comic-Con International de San Diego em 22 de julho e foi lançado oficialmente em 18 de outubro de 2011.[13]